# Dioscorea arcuatinervis
Dioscorea arcuatinervis är en enhjärtbladig växtart som beskrevs av Bénédict Pierre Georges Hochreutiner. Dioscorea arcuatinervis ingår i släktet Dioscorea och familjen Dioscoreaceae. Inga underarter finns listade i Catalogue of Life.